# Блоссом (мыс, остров Врангеля)
Мыс Блоссом — мыс в Чукотском автономном округе России, расположенный на юго-западной оконечности острова Врангеля. Находится в 20 км южнее мыса Фомы.
По мысу проводят северную границу между Восточно-Сибирским и Чукотским морями.
Мыс далеко выступает в море, является ближайшей к материку островной точкой. Максимальная высота составляет 2 м над уровнем моря.

## Исторические сведения
Назван в 1881 году лейтенантом Берри в честь корабля «Блоссом», на котором в 1828 году экспедицией Ф. В. Бичи проводились исследования Чукотского моря.
В 1911 году мыс Блоссом обследовала экспедиция под руководством И. С. Сергеева на корабле Вайгач, в честь которого была названа примыкающая к мысу с севера морская лагуна.
С 1941 по 1973 гг. на мысе Блоссом действовала выносная полярная станция Главсевморпути «Мыс Блоссом». В настоящее время она используется как полевой стационар заповедника «Остров Врангеля».